# شب‌پره هندی
شب‌پره هندی (نام علمی: Plodia interpunctella) نام یک گونه از خانواده پوزه‌بیدان است. این حشره شب‌پره هندی به همراه شب‌پره خرنوب از مهم‌ترین آفت‌های انباری محسوب می‌شوند. اولین بار این حشره توسط یک حشره‌شناس آمریکایی به نام فیتچ و در آردهای تولید شده از غلات ذرت‌های هندی شناسایی شد. از آنجایی این حشره روزها به استراحت پرداخته و شب‌ها پرواز می‌کند به آن شب‌پره می‌گویند. هم‌اکنون این آفت در کل جهان پراکنده شده است. بهترین راه شناسایی این حشره از طرح بالهایش است به طوری که یک سوم بالهای جلویی از جهت قاعده به رنگ خاکستری روشن و دو سوم بقیه قهوه ای متمایل به قرمز است. مهم‌ترین راه‌های مقابله با این حشره استفاده از تیمارهای دمایی و فرمون‌های جنسی و همچنین دشمن طبیعی آن زنبور پارازیتوئید می‌باشد.